# Шер (Вилен)
Шер (фр. Chère) је река у Француској. Дуга је 65 km. Улива се у Вилен. 